# Arthur’s-Pass-Nationalpark
Der 1929 gegründete Arthur’s-Pass-Nationalpark ist ein Nationalpark im nördlichen Zentrum von Neuseelands Südinsel. Er umfasst ein 1145 km² großes Areal in den Neuseeländischen Alpen (Southern Alps). Die Höhenlage reicht bis ~2400 m. Der Park liegt an der historischen Route von Canterbury zur Westküste und wird heute von der Fernstraße State Highway 73 durchquert, die über den namensgebenden 920 m hohen Arthur’s Pass führt.
Die Landschaft des Parks ist geprägt von Hochgebirge, Bergflüssen und tiefen Schluchten. Sie zeigt deutlich die Spuren, die die riesigen Gletscher während der letzten Eiszeit in ihr hinterlassen haben. Zu beiden Seiten des Hauptkammes der Neuseeländischen Alpen finden sich sehr unterschiedliche Lebensräume. Während die Wälder auf der Ostseite fast ausschließlich aus Buchen bestehen, herrscht auf der Westseite Mischwald vor. Oberhalb der Baumgrenze findet man eine alpine Vegetation vor. Die Neuseeländischen Alpen bilden im Park eine Klimagrenze: während in Otira auf der Westseite der Berge pro Jahr etwa 5000 mm Niederschlag fallen sind es in Bealey auf der Ostseite „nur“ etwa 1500 mm (zum Vergleich: in Berlin sind es ca. 550 mm pro Jahr). Der Niederschlag fällt hauptsächlich zwischen Juni und September als Schnee, wobei es in den höheren Lagen das ganze Jahr über schneien kann. Die bekannteste Tierart im Arthur’s-Pass-Nationalpark ist der Kea, eine nur in Neuseeland vorkommende Papageienart. Auch Neuseelands einziger reiner Bergvogel, der Felsenstummelschwanz (Xenicus gilviventris) kommt im Park vor.
Erster Anlaufpunkt für Besucher des Parks ist meistens Arthur’s Pass Village, das auch mit öffentlichen Verkehrsmitteln erreicht werden kann. Das Dorf ist Ausgangspunkt mehrerer Wanderwege. Für Mehrtageswanderungen durch die Berge stehen im Arthur’s-Pass-Nationalpark mehrere einfache Hütten zur Verfügung. Zudem ist der Park mit seinen 16 Zweitausendern eine traditionsreiche Destination für Bergsteiger.